# Loncopué
Loncopué es una localidad del departamento homónimo de la provincia del Neuquén, Argentina.

## Toponimia
Etimológicamente, el nombre proviene del mapudungún, idioma del pueblo mapuche.

## Historia
Loncopué fue fundada por decreto el 20 de octubre de 1915. El motivo fue la repoblación del recién creado Territorio Nacional del Neuquén, así como también protección de las zonas cordilleranas de robo de ganado por parte de pobladores del vecino país Chile.

## Evacuación erupción delvolcán Copahue
El sábado 25 de mayo de 2013 se decide la evacuación de los 600 habitantes de Caviahue y la zona, enviando el contingente a las localidades más cercanas mayormente Loncopué y en menor medida a Las Lajas.

## Población
Contó con 5010 habitantes (Indec, 2010), lo que representó un incremento del 14,3% frente a los 4,323 habitantes (Indec, 2001) del censo anterior. La población se compone de 2.444 varones y 2.566 mujeres, lo que arroja un índice de masculinidad del 95.25%. En tanto, el número de las viviendas aumentó desde el conteo previo de 1.047 hasta llegar a ser 1.673.
Según el censo 2022 se conoció una población dentro del municipio de 6.319 habitantes y 2.322 viviendas.Este dato posiciona a Loncopué como el segundo municipio de segunda categoría en población en la provincia. Además, el censo dio a conocer datos de su composición poblacional (3052 hombres 3165 mujeres), población urbana sin población rural dispersa o localidades dispersas en el municipio (6217) densidad y área urbana.
| Gráfica de evolución demográfica de Loncopué entre 1991 y 2022 |
|                                                                |
| Fuente: Censos nacionales del INDEC                            |

## Economía
La economía de esta localidad, está dada en la agroganadería, la minería de cobre en la casi inmediata Campana Mahuida (Campana Mahuida fue tras 1885 y antes de 1900 provisionalmente la capital del Territorio Nacional del Neuquén que luego sería la actual provincia de Neuquén), y el comercio principalmente. Hay una participación muy importante de parte del Estado provincial y municipal, como fuente generadora de mano de obra. Muchos de los habitantes están empleados en el municipio y en las distintas reparticiones del estado provincial como el EPEN, Termas, Producción, Banco Provincia del Neuquén, educación, salud y Vialidad. Muchos de los pobladores trabajan en Termas y en época de verano son trasladados a Copahue, para desempeñar allí sus actividades.
En el año 2007 se creó la Asamblea de Vecinos Autoconvocados de Loncopue (AVAL) para resistir un proyecto de exploración minera llevado a cabo por la minera canadiense Golden Peaks. Al haberse omitido la audiencia pública, en la causa "HENDRICKSE, Cristian c. Provincia del Neuquén s/Amparo" la justicia suspendió la exploración. La compañía abandonó la exploración dejando dos toneladas de suelo contaminado con hidrocarburos.[cita requerida]

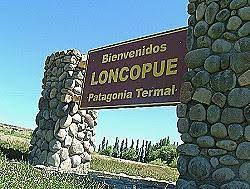
Bienvenida a Loncopue

Posteriormente AVAL junto con la Comunidad Mapuche Mellao Morales resistieron el proyecto del gobierno de instalar una mina china de cobre a cielo abierto en territorio mapuche en Campana Mahuida. Luego de una prolongada resistencia civil pacífica el Tribunal Superior de Justicia ordenó suspender el trámite administrativo mediante el cual se impulsaba la mina, lo que generó una gran celebración popular con asistencia de alrededor de 3.000 de los 5.000 habitantes.
El 3 de junio de 2012, se realizó un referéndum, por el Sí o No a una Ordenanza municipal que rechaza la explotación de megamineras.
Finalizado el escrutinio, el 84% del padrón electoral ha dicho SI a la Ordenanza municipal que rechaza la megaminería.

## Parroquias de la Iglesia católica en Loncopué
| Diócesis  | Neuquén          |
| --------- | ---------------- |
| Parroquia | Virgen del Pilar |